# Astarte laurentiana
Astarte laurentiana är en musselart. Astarte laurentiana ingår i släktet Astarte och familjen Astartidae. Inga underarter finns listade i Catalogue of Life.